# Алтайская (станция)
Алтайская — узловая станция Западно-Сибирской железной дороги. Располагается в городе Новоалтайске Алтайского края. Является главным распределителем вагонопотоков из Кузбасса. Лидер тяжеловесного движения на сети дорог. Ежегодно со станции отправляют более 4 тысяч тяжеловесных составов. В границах станции расположен железнодорожный вокзал.

## История
Станция была создана в ходе прокладки Алтайской железной дороги в 1913—1915 годах, соединявшей Семипалатинск, Барнаул, Бийск и Новониколаевск. Учредителем акционерного общества, образованного для строительства дороги стал Русско—Французский банковский синдикат (Учётный и ссудный банк, Петербургский международный и Русский торгово-промышленный банки. Позже в состав консорциума вошли ещё пять российских и два французских банка). Главным инженером строительства был назначен Григорий Моисеевич Будагов. Главным архитектором В. А. Фомин.
30 июля 1913 года был заложен вокзал на станции Алтайская. Место под саму станцию было выбрано с учётом близости к Барнаулу, а также как место пересечения ответвлений дороги на Семипалатинск и Бийск. Первоначально на станции находились пять путей, небольшое здание вокзала со служебными помещениями, четыре деревянных барака для проживания станционных работников, багажная кладовая и водонапорная башня для снабжения водой паровозов. Вокруг станции возник рабочий посёлок и начали работать предприятия, обслуживающие железную дорогу: в 1934 году был построен деревообрабатывающий завод, а в 1941 году сюда эвакуировали вагоностроительный завод из Днепродзержинска. 8 мая 1942 году рабочему посёлку Чесноковка был присвоен статус города, который впоследствии был переименован в Новоалтайск.
Рост объёма промышленного и сельскохозяйственного производства в СССР в 1960—1980-е годы способствовал развитию станции, от которой требовалось выполнять роль ключевого сортировочного узла в регионе и обеспечивать высокую пропускную способность. Была запущена в эксплуатацию механизированная сортировочная горка, построены новые пути сортировочного парка, внедрены новые виды освещения, а реализована вторая очередь развития станции. Для расформирования и формирования поездов на станции были несколько парков: приёмо-отправочные парки «А» (11 путей) и «Б» (8 путей), а также сортировочный парк «С» (32 пути).
В советское время по мере увеличения нагрузки на станцию встал вопрос о сооружении нового вокзального комплекса. Место для строительства нового вокзала было выбрано рядом с уже существующим. Строительство здания по проекту архитектора Владимира Авксентюка началось в 1969 году и было завершено к весне 1974 года. Первоначально вокзал на станции был запроектирован совмещенным с автовокзалом, но вскоре стал обслуживать только железнодорожный транспорт. Архитектурное и инженерное решение было достаточно оригинальным для того времени: здание было выполнено в форме арки. Автором витража стал новосибирский художник Юрий Катаев. Его работа с причудливыми изображениями природы Сибири, зверей и птиц украсила зал ожидания. Вплоть до конца 2000-х годов старое и новое здание вокзала существовали вместе. В старом здании разместили багажную кладовую, красный уголок, кассу предварительной продажи билетов, медпункт и другие службы. В 2000-х годах здание вокзала по проекту Авксентюка снесли по причине несоответствия требованиям по сейсмостойкости и безопасности. В 2010-х годах был построен новый вокзал.